# Artabanes
Artabanes (Oudgrieks Ἀρταβάνης; van het oude Armeense Artawan), fl 538-554 was een Oost-Romeinse, (Byzantijnse)-generaal van Armeense afkomst, die onder keizer Justinianus I diende. Begonnen als een rebel tegen het Byzantijnse gezag, vluchtte hij naar het Sassanidische Perzië, maar al snel verbond hij zich weer met de Byzantijnse autoriteiten. Hij diende in pretoriaanse prefectuur van Afrika, waar hij grote bekendheid verkreeg door het doden van de opstandige generaal Guntharic. Daarna herstelde hij het gezag in de opstandige provincie. Hij raakte verloofd met Justinianus' nicht Praejecta, maar zou uiteindelijk niet met haar in het huwelijk treden. Keizerin Theodora verzette zich hiertegen. Teruggeroepen naar Constantinopel, raakte hij in 548-49 betrokken bij een mislukte samenzwering tegen Justinianus, maar nadat dit was uitgekomen, werd hij klaarblijkelijk niet zwaar gestraft. Hij werd al snel vergeven en naar Italia gezonden om in de Gotische Oorlog te vechten. Hier had hij in 554 deel in de beslissende Oost-Romeinse overwinning in de Slag bij Volturnus.